# 전 고령 금관 및 장신구 일괄
전 고령 금관 및 장신구 일괄(傳 高靈 金冠 및 裝身具 一括)은 경상북도 고령에서 출토되었다고 전해지는 가야의 금관과 부속 금제품이다. 1971년 12월 21일 대한민국의 국보 제138호로 지정되었다.

## 개요
경상북도 고령에서 출토되었다고 전해지는 가야의 금관과 부속 금제품이다. 금관은 높이 11.5 cm, 밑지름 20.7cm로 머리에 두르는 넓은 띠 위에 4개의 풀꽃 모양 장식이 꽂혀 있는 모습이다.
넓은 띠에는 아래위에 점을 찍었으며, 원형 금판을 달아 장식하였다. 드문드문 굽은 옥이 달려 있으나 출토된 뒤에 단 것이라고 한다. 풀꽃 모양 장식은 대칭되는 네 곳에 금실로 고정시켰는데 드문드문 원형 금판을 달았다. 부속 금제품은 원형, 은행형, 꽃형, 곡옥 외에도 금환(金環), 드리개(금제수식)들이 섞여 있어서, 부속품들이 금관의 어느 부분에 어떤 모양으로 붙었는지는 분명하지 않다.
금관의 풀꽃 모양 장식은 나주 독무덤(옹관묘) 출토의 백제 금동관과 같은 형식이지만, 경주에서 출토되는 금관과는 다른 형식이라 흥미롭다. 또한 이 금관에서 주목되는 부분은 금관 장식인데, 끝을 펜촉처럼 다듬은 4개의 풀꽃 모양 장식을 세우고, 그 양 옆에 뿔처럼 튀어나오게 만든 돌기를 달아 굽은 옥을 걸 수 있게 하였다는 점이 특이하다.

## 역사
1960년대에 도굴꾼 장형수(張亨秀)가 고분에서 도굴한 것을 골동품상 윤명선(尹明善)을 거쳐 이병철 또는 그의 친형 이병각에게 110만원으로 팔린 것으로 알려져 있다. 이는 광복 이후 한반도에서 처음 발견된 금관이었다. 금관은 그 이후 삼성가가 설립한 호암미술관 · 삼성문화재단이 소유하고 있다.
금관을 소유했던 호암미술관은 고령의 대가야 고분에서 출토된 금관이라고 주장했다. 하지만 도굴꾼이 대구 달성군 현풍읍 고분을 도굴한 혐의로 유죄를 받았기 때문에 금관의 출처가 달성군으로 알려지기도 했으며, 출처가 불분명하기 때문에 금관이 가짜일 가능성도 제기되었다. 고령 지산동 고분군 45호분을 발굴한 뒤에는 석실에 남아 있던 장식이 금관에 있는 것과 일치한다는 점 등을 근거로 45호분에서 도굴된 금관으로 추정하고 있다.

### 소유권 논란
1963년 도굴 사건 때 주범은 문화재보호법 위반으로 유죄 판결을 받았다. 하지만 이병철은 금관을 선의에 의한 취득을 했다고 판단하여 소유권을 인정받았다. 2006년 국회 국정감사에서도 이에 대한 지적이 있었으나 문화재청은 국가 귀속이 어렵다고 답했다. 한편 신종환 대가야박물관장 등은 금관이 도굴 경위가 분명한 장물이기 때문에 국가가 환수해야 한다고 주장했다.

## 같이 보기
- 금관
- 가야 금관
- 신라 금관

## 참고 자료
- 전 고령 금관 및 장신구 일괄 - 국가유산청 국가유산포털